# طارة وينتي
تُشير طارة وينتي (بالإنجليزية: Wente Torus) إلى سطح حلقي (شكل يشبه الدونات أو الكعكة الحلقية) مغمور في الفضاء ثلاثي الأبعاد.
السمة المميزة والأكثر أهمية لهذا السطج هي أن لديه انحناء متوسط ثابت (Constant Mean Curvature - CMC) على جميع نقاط سطحه.
اكتشف هذه الطارة العالم الرياضي هنري سي. وينتي عام 1986. وتكمن أهميتها في أنها تمثل مثالاً مضاداً لتخمين سابق في الرياضيات كان يفترض أن أي سطح مغلق ومحدود ذي انحناء متوسط ثابت يجب أن يكون كرة. أثبتت طارة وينتي أن هذا الافتراض ليس صحيحاً دائمًا، حيث يمكن أن توجد أشكال على هيئة طارة تمتلك هذه الخاصية الفريدة.

تُظهر هذه الأسطح وجود تنوع أوسع في الأشكال ذات الانحناء المتوسط الثابت مما كان يعتقد سابقًا، وهي موضوع دراسة وبحث في مجال الهندسة التفاضلية.